# Brad Anderson (rendező)
Brad Anderson (? –) amerikai filmrendező, forgatókönyvíró és producer.
Ismertebb rendezései közé tartoznak olyan horrorfilmek és filmthrillerek, mint A 9. szalag (2001), A gépész (2004), a Transz-Szibéria (2008) és A hívás (2013).
Egyéb televíziós epizódrendezések mellett a Fox csatorna A rejtély (2008–2013) című sci-fi sorozatának több epizódját rendezőként és producerként is jegyzi.

## Rendezői pályafutása
Első nagyjátékfilmje a The Darien Gap című alacsony költségvetésű filmdráma volt. A filmet az 1996-os Sundance Filmfesztiválon mutatták be, ahol jelölték a Zsűri díjára. Két évvel később megjelent Csodaország – végállomás című romantikus filmje ismét jelölést kapott a díjra. A film olyan népszerű volt Cannesban, hogy a Miramax megvásárolta a forgalmazói jogokat. Ennek ellenére bevételi szempontból nem lett sikeres és a stúdió befektetett pénzét sem hozta vissza a jegypénztáraknál. Következő, és egyben legutolsó romantikus filmje a 2000-ben Cannesban bemutatott Szerencsés balesetek volt, Marisa Tomei és Vincent D’Onofrio főszereplésével.
2001-ben jelent meg A 9. szalag című, korábbi rendezéseitől merőben eltérő műfajú filmje. Az elhagyatott elmegyógyintézetben játszódó lélektani horror pozitív kritikákat kapott. 2002 és 2006 között Anderson két epizódot rendezett a Drót című televíziós sorozathoz. A 2004-es A gépész című lélektani thriller lett Anderson leghíresebb filmrendezése. A címszerepet Christian Bale játszotta el. A rendező következő filmje a Transz-Szibéria (2008) című bűnügyi thriller volt,  Woody Harrelson, Emily Mortimer és Ben Kingsley főszereplésével. 2008 és 2011 között Anderson több alkalommal A rejtély című sci-fi sorozat rendezője és producere volt. 
2010-ben jelent meg az Eltűnések a 7. utcában című posztapokaliptikus thriller, a film főszereplője Hayden Christensen, John Leguizamo és Thandiwe Newton volt. A hívás (2013) fontosabb szerepeiben Halle Berry és Abigail Breslin látható. 2014-es A Stonehearst Elmegyógyintézet című gótikus horrorfilmje Edgar Allan Poe Dr. Kátrány és Toll professzor módszere novellájának adaptációja. A főszerepeket Kate Beckinsale, Jim Sturgess, David Thewlis és Ben Kingsley alakította. 2018-ban Anderson a Beirut című politikai thrillert készítette el, Jon Hamm és Rosamund Pike színészek közreműködésével. 2019-ben a Netflixen bemutatott Megrepedve című thrillert rendezte meg.

## Filmográfia

### Film
| Év   | Magyar cím                     | Eredeti cím                        | Feladatkör | Feladatkör | Feladatkör | Megjegyzések                                     |
| Év   | Magyar cím                     | Eredeti cím                        | Rendező    | Író        | Producer   | Megjegyzések                                     |
| ---- | ------------------------------ | ---------------------------------- | ---------- | ---------- | ---------- | ------------------------------------------------ |
| 1995 |                                | Frankenstein's Planet of Monsters! | Igen       | Nem        | Igen       | - rövidfilm - operatőr és vágó                   |
| 1996 |                                | The Darien Gap                     | Igen       | Igen       | Igen       | vágó                                             |
| 1998 | Csodaország – végállomás       | Next Stop Wonderland               | Igen       | Igen       | Nem        | vágó                                             |
| 2000 | Szerencsés balesetek           | Happy Accidents                    | Igen       | Igen       | Nem        | vágó                                             |
| 2001 | A 9. szalag                    | Session 9                          | Igen       | Igen       | Nem        | - forgatókönyv Stephen Gevedonnal közösen - vágó |
| 2004 | A gépész                       | The Machinist                      | Igen       | Nem        | Nem        |                                                  |
| 2008 | Transz-Szibéria                | Transsiberian                      | Igen       | Igen       | Nem        | forgatókönyv Will Conroyjal közösen              |
| 2010 | Eltűnések a 7. utcában         | Vanishing on 7th Street            | Igen       | Nem        | Nem        |                                                  |
| 2013 | A hívás                        | The Call                           | Igen       | Nem        | Nem        |                                                  |
| 2014 | A Stonehearst Elmegyógyintézet | Stonehearst Asylum                 | Igen       | Nem        | Nem        |                                                  |
| 2018 | Beirut                         | Beirut                             | Igen       | Nem        | Nem        |                                                  |
| 2019 | Megrepedve                     | Fractured                          | Igen       | Nem        | Nem        |                                                  |
| 2022 | Szomjúság                      | Blood                              | Igen       | Nem        | Vezető     |                                                  |
| 2024 | A csend rabjai                 | The Silent Hour                    | Igen       | Nem        | Nem        |                                                  |

### Televízió
| Év        | Magyar cím                             | Eredeti cím                                | Megjegyzések                                        |
| --------- | -------------------------------------- | ------------------------------------------ | --------------------------------------------------- |
| 1999      | Gyilkos utcák                          | Homicide: Life on the Street               | rendező (1 epizód)                                  |
| 2002–2006 | Drót                                   | The Wire                                   | rendező (2 epizód)                                  |
| 2003      | The Shield – Kemény zsaruk             | The Shield                                 | rendező (1 epizód)                                  |
| 2006      | A horror mesterei                      | Masters of Horror                          | rendező (1 epizód)                                  |
| 2008      | A félelem maga                         | Fear Itself                                | rendező (1 epizód)                                  |
| 2008–2011 | A rejtély                              | Fringe                                     | - rendező (12 epizód) - producer (5 epizód)         |
| 2010      |                                        | Rubicon                                    | rendező (1 epizód)                                  |
| 2010      | Mr. és Mrs. Bloom                      | Undercovers                                | rendező (1 epizód)                                  |
| 2010–2011 | Treme                                  | Treme                                      | rendező (2 epizód)                                  |
| 2010–2011 | Boardwalk Empire – Gengszterkorzó      | Boardwalk Empire                           | rendező (2 epizód)                                  |
| 2011–2012 | Gyilkosság                             | The Killing                                | rendező (2 epizód)                                  |
| 2012      | A célszemély                           | Person of Interest                         | rendező (1 epizód)                                  |
| 2012      |                                        | Alcatraz                                   | rendező (1 epizód)                                  |
| 2013      | Emberi tényező                         | Almost Human                               | - rendező (1 epizód) - vezető koproducer (4 epizód) |
| 2014–2015 | Mindörökké                             | Forever                                    | - rendező (3 epizód) - vezető producer (1 epizód)   |
| 2015      | Zoo – Állati ösztön                    | Zoo                                        | - rendező (1 epizód) - vezető producer (1 epizód)   |
| 2015      | Az ember a Fellegvárban                | The Man in the High Castle                 | rendező (1 epizód)                                  |
| 2016      | Kapcsolat                              | Frequency                                  | - rendező (1 epizód) - vezető producer (1 epizód)   |
| 2017–2018 | A tettes                               | The Sinner                                 | rendező (2 epizód)                                  |
| 2017      | A bátrak                               | The Brave                                  | - rendező (1 epizód) - vezető producer (1 epizód)   |
| 2018      | Titánok                                | Titans                                     | rendező (2 epizód)                                  |
| 2019      |                                        | Treadstone                                 | rendező (2 epizód)                                  |
| 2020      | Lincoln Rhyme: Vadászat a Csontemberre | Lincoln Rhyme: Hunt for the Bone Collector | rendező (1 epizód)                                  |
| 2021      |                                        | Debris                                     | rendező (1 epizód)                                  |
| 2021      | Clickbait                              | Clickbait                                  | rendező (2 epizód)                                  |
| 2022      | Peacemaker – Békeharcos                | Peacemaker                                 | rendező (1 epizód)                                  |
| 2022      | Az ördög Ohióban                       | Devil in Ohio                              | rendező (2 epizód)                                  |
| 2023      | Invázió                                | Invasion                                   | rendező (3 epizód)                                  |

## Fordítás
- Ez a szócikk részben vagy egészben  a   Brad Anderson (director) című angol Wikipédia-szócikk fordításán alapul.  Az eredeti cikk szerkesztőit annak laptörténete sorolja fel. Ez a jelzés csupán a megfogalmazás eredetét és a szerzői jogokat jelzi, nem szolgál a cikkben szereplő információk forrásmegjelöléseként.